# 마투그로수두술주
마투그로수두술주(브라질 포르투갈어: Estado de Mato Grosso do Sul, 스페인어: Estado de Mato Grosso del Sur)는 브라질 중서지방에 위치하며, 고이아스주, 마투그로수주, 미나스제라이스주, 상파울루주, 파라나 주와 이웃하고 있고, 볼리비아, 파라과이와 국경을 접하고 있다.

## 역사
1977년 마투그로수주에서 떨어져 나와 브라질의 한 주가 되었다.

## 주요 도시
- 캄푸그란지
- 코룸바
- 도라도스
- 폰타포랑
- 트레스라고아스
- 보니투

## 인구
| 연도    | 인구      | ±%     |
| ------- | --------- | ------ |
| 1940    | 238,640   | —      |
| 1950    | 309,395   | +29.6% |
| 1960    | 579,652   | +87.4% |
| 1970    | 1,010,731 | +74.4% |
| 1980    | 1,401,151 | +38.6% |
| 1991    | 1,778,741 | +26.9% |
| 2000    | 2,078,070 | +16.8% |
| 2010    | 2,449,024 | +17.9% |
| 2022    | 2,757,013 | +12.6% |
| Source: |           |        |

## 같이 보기
- 하파에우 시우바 (유도 선수)
- 뮐레르